# La monaca di Monza (film 1962)
La monaca di Monza è un film del 1962 diretto da Carmine Gallone.
La pellicola, penultima regia di Gallone, narra la storia di suor Virginia De Leyva, nota come la monaca di Monza.

## Trama
Monastero di Monza. La giovane Virginia viene costretta a prendere gli ordini da monaca dal padre e dalla zia e per un po' di tempo assolve degnamente ai suoi doveri di suora, ricevendo incarichi importanti grazie alla sua buona condotta.
Un giorno però sorprende una novizia mentre si sta baciando con un giovane, Gian Paolo Osio, proprietario delle terre che confinano col monastero. Virginia punisce la novizia ma nei giorni seguenti comincia a pensare a quell'uomo, il quale, innamoratosi di lei, riesce a mandarle messaggi nel tentativo di parlarle; la monaca rifiuta ogni contatto fino a che, una sera, non lo incontra nel giardino del monastero e nasce così un amore tormentato, in quanto Virginia non può dimenticare di essere legata a Dio e alla Chiesa. Questo amore sfocia in due omicidi che suscitano molti sospetti sulla monaca.
Il cardinale Federico Borromeo si interessa alle voci che circolano e manda un legato a controllare la situazione. I due amanti vengono scoperti poco prima che possano realizzare la fuga a Milano progettata da tempo; Gian Paolo viene condannato a morte e Virginia resterà chiusa per il resto della vita in una cella.